# John Magee
John Gillespie Magee (10 octobre 1884 - 11 septembre 1953) était un missionnaire épiscopal américain qui témoigna du massacre de Nankin en réalisant, cachant et diffusant un film des atrocités.

## Jeunesse et éducation
Magee est né en 1884, en Virginie, aux États-Unis. Il est originaire d'une famille aisée de Pittsburgh. Son frère était l'aviateur et membre du Congrès James McDevitt Magee. Il a étudié à l'université Yale, où il fait partie des Skull and Bones, avant de rentrer à l'école de divinité du Massachusetts. En tant que missionnaire en Chine, il est le ministre d'une mission épiscopale à Nankin entre 1912 et 1940.
Une fois en Chine, Magee se marie à une autre missionnaire, Faith Emmeline Backhouse. Ils auront quatre fils : John, Hugh, Davis et Christopher.

## Massacre de Nankin
Durant le massacre de Nankin, Magee est missionnaire dans la ville et également président du Comité de Nankin de l'organisation internationale de la Croix-Rouge. Alors que des centaines de milliers de Chinois sans défense se font massacrer par l'armée japonaise, Magee est consterné par les atrocités perpétrées par les envahisseurs japonais.
Sans tenir compte de sa propre sécurité, Magee sort de la zone de sécurité de Nankin, parcourant les rues et prenant part au secours de plus de 200 000 soldats et civils chinois. Il filme également plusieurs centaines de minutes de film avec la caméra 16 mm la plus évoluée de l'époque, qui filme à 6 images par seconde. Ces films enregistrent des décapitations d'hommes par l'armée japonaise, des viols de femmes et des bébés orphelins au milieu de corps jonchant le sol des villages. Il s'agit des premières et plus complètes preuves en images du massacre.
En 1938, lorsque Magee publie 10 photos dans le magazine Life, le monde entier est choqué. Certaines personnes tentent d'acheter le film original de Magee contre de fortes sommes d'argent, à des buts politiques, sans parvenir à lui faire changer d'avis. Il dira vouloir donner gratuitement ces preuves historiques à la bonne personne le bon moment venu.

### Film
Magee réussit à filmer les outrages des civils chinois par les soldats japonais durant le massacre de Nankin, en décembre 1937. Ses films sont exfiltrés clandestinement de Nankin. Des copies sont diffusées aux membres du gouvernement américain et envoyées au ministre des affaires étrangères d'Allemagne, à Berlin, dans une tentative avortée de les convaincre d'appliquer des sanctions envers le gouvernement japonais. Le 10 février 1938, le secrétaire de la légation de l'ambassade allemande, Rosen, écrit à son ministre des affaires étrangères à propos du film afin de recommander son achat. Voici un extrait de sa lettre et une description de certaines des images :
« Durant le règne japonais de la terreur à Nankin - qui par ailleurs continue à ce jour à une échelle importante - le Révérand John Magee, un membre de la mission de l'église épiscopale américaine, qui est sur place depuis près d'un quart de siècle, a filmé des images de témoignages éloquents d'atrocités commises par les soldats japonais. (...) Il faudra attendre de voir si les plus hauts officiers de l'armée japonaise vont réussir, comme ils l'ont indiqué, à arrêter les activités de leurs troupes, qui continuent, aujourd'hui encore. »
Le rôle de Magee dans le témoignage sur le massacre de Nankin est raconté dans le film Ne pleure pas Nanjing. Dans le film documentaire Nanking, Magee est interprété par l'acteur Hugo Armstrong.

## Postérité du film du massacre de Nankin
En 1953, Magee lègue la caméra 16 mm et le film à son fils David qui l'a accompagné à Nankin. En 2002 lorsque David entend aux actualités que la Chine va construire un musée en mémoire des personnes tuées durant le massacre de Nankin, il se rend à Nankin.
Suivant les dernières volontés de son père, il offre gratuitement le film original. En souvenir de la contribution spéciale de Magee pour le peuple de Nankin, une bibliothèque est construite à son nom.

## L'après Nankin
Après son départ de Nankin, Magee devient vicaire à l'église des présidents Saint John, à Washington. Il officie à ce titre durant les funérailles du président Franklin Delano Roosevelt en avril 1945. Magee fut également chapelain du président Harry S. Truman.
Avant sa mort en 1953, il servait comme chapelain à l'Université Yale.